# Chiesa di Santa Maria del Popolo (Cittaducale)
La chiesa di Santa Maria del Popolo, già cattedrale, è la parrocchiale di Cittaducale, in provincia e diocesi di Rieti; fa parte della zona pastorale di Valle del Velino, Monti della Laga e Altopiano Leonessano.

## Storia
Nel 1308 il re Carlo II d'Angiò pianificò la costruzione del nuovo centro abitato di Città Ducale, posto ai margini settentrionali del regno di Napoli; in tale occasione fu prevista l'edificazione, nella centrale piazza del Popolo, della collegiata di Santa Maria del Popolo, la cui costruzione fu portata a termine verso la fine del XIV secolo. Già a partire dal XV secolo gli interni furono modificati con la realizzazione di cappelle gentilizie per importanti famiglie civitesi.
Nel 1502 il papa Alessandro VI istituì la diocesi di Cittaducale, di cui inizialmente fu scelta come cattedrale la chiesa di Sant'Antimo, che però si rivelò presto inadeguata; le si preferì quindi, per la centralità e gli spazi più ampi, la chiesa di Santa Maria del Popolo, che ne prese ufficialmente il posto nel 1597 per breve di papa Clemente VII. In conseguenza di tale assegnazione, alcuni anni dopo il vescovo Pietro Paolo Quintavalle incaricò l'architetto Pietro da Cortona della ristrutturazione degli interni e della realizzazione della navata sinistra, sul luogo del trecentesco hospitale di San Paolo e di una cappella laterale; nel 1623 gli affidò anche la progettazione del palazzo vescovile, che fu eretto sulla destra del duomo e completato durante l'episcopato di Pomponio Vetuli.
Nel 1703 il territorio fu interessato da un devastante terremoto, che causò danni anche alla cattedrale; in conseguenza di ciò e allo scopo di riequilibrare gli interni, il vescovo Filippo Tani decise di ristrutturare in stile barocco gran parte del luogo di culto, mantenendo pressoché inalterata soltanto la facciata romanica; fece costruire, simmetricamente alla navata in cornu Evangelii, la navata in cornu epistolae, che prese il posto della cappella di Sant'Antonio di Padova, edificata circa un secolo prima; fece inoltre realizzare il soffitto piano sulla navata centrale e i ricchi decori in stucco degli interni e fece aprire due ampie finestre nella facciata, successivamente murate.

## Descrizione

### Esterno
La facciata in pietra della chiesa, rivolta a nordovest e di forma squadrata, presenta centralmente il portale maggiore, sormontato da una lunetta contenente la settecentesca raffigurazione della Madonna con il Bambino Gesù assieme ai Santi Magno Vescovo ed Emidio, e ai lati gli ingressi secondari, mentre sopra s'apre il rosone; in alto corre una fila di archetti pensili.
Annesso alla parrocchiale è il campanile a base quadrata e suddiviso in più ordini da cornici marcapiano; i vari registri presentano su ogni lato due bifore e la cella è coperta dal tetto a quattro falde.

### Interno
L'interno dell'edificio è suddiviso da pilastri, abbelliti da lesene e sorreggenti archi a tutto sesto sovrastati a loro volta da un cornicione, in tre navate, di cui la centrale è cassettonata e le laterali sono voltate a crociera; al termine dell'aula si sviluppa il presbiterio, rialzato di alcuni gradini, coperto anch'esso da volta a crociera e ospitante gli stalli del coro.
Qui sono conservate numerose opere di pregio, tra le quali la pala con soggetto la Madonna del Rosario assieme ai Santi Benedetto e Scolastica, eseguita da Girolamo Troppa, e gli altari minori intitolati a San Magno, a San Pietro, a San Rocco a Sant'Emidio e a Sant'Antonio Abate.